# Genowefa Kobielska

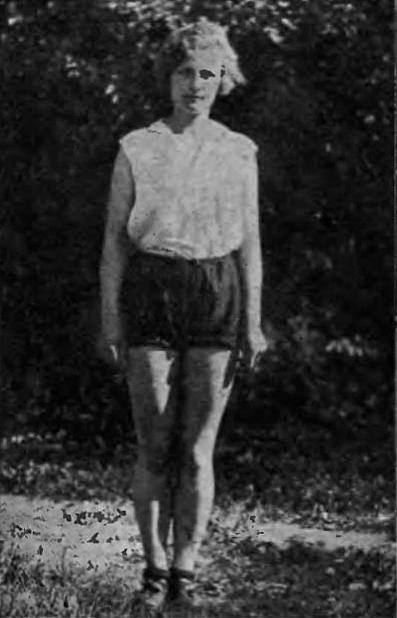
Genowefa Kobielska, 1928

Genowefa Kobielska (verwitwete Cejzik, in zweiter Ehe Zimnoch; * 24. April 1906 in Łask; † 16. Juli 1993 in Piaseczno) war eine polnische Diskuswerferin und Kugelstoßerin.
Bei den Olympischen Spielen 1928 in Amsterdam wurde sie Achte im Diskuswurf.
1938 wurde sie bei den Leichtathletik-Europameisterschaften in Wien Fünfte im Diskuswurf und Siebte im Kugelstoßen.
Sie war mit dem Zehnkämpfer Antoni Cejzik verheiratet.

## Persönliche Bestleistungen
- Kugelstoßen: 12,56 m, 6. Februar 1938, Posen
- Diskuswurf: 40,59 m, 19. September 1937, Lublin